# Густый
Гу́стый (иногда Густо́й) — посёлок Каликинского сельсовета Добровского района Липецкой области. В северной части имеется пруд. От дороги посёлок отделен дубовым лесом. В 1923 году сюда начали переселяться жители села Каликино.
Образован в 1923 году. Название было дано по густой роще около поселка .
В южной части Густого есть кладбище. На северной стороне шоссе находится посёлок Гудбок. Население Густого в летний период увеличивается почти вдвое. Главная улица — Артёмова. Посёлок соединён с шоссе дорогой с твёрдым покрытием. Посёлок газофицирован, также имеется телефонная связь и таксофон. 
В октябре 2004 года в 4 км от посёлка взорвался газопровод «Петровск-Елец-Курск». ЧП произошло из-за просадки грунта под воздействием сточных вод. Пожар длился целый час, было разрушено 30 метров газопровода. Диаметр воронки составлял 20-25 метров. Растительность выгорела на одном гектаре.
Весной 2020 года проведена реконструкция уличной дорожной сети поселка, выполнена отсыпка щебеночной насыпью дороги на протяжении всего поселка.
Осенью 2020 года начата реконструкция системы водоснабжения поселка, осуществляется бурение новой скважины в п.Гудбок и ее закольцовка с системой п.Густый.

## Население
| 2006 | 2010 |
| ---- | ---- |
| 26   | ↘25  |